# Scinax karenanneae
Scinax karenanneae är en groddjursart som först beskrevs av William F. Pyburn 1993.  Scinax karenanneae ingår i släktet Scinax och familjen lövgrodor. IUCN kategoriserar arten globalt som livskraftig. Inga underarter finns listade i Catalogue of Life.